# 735 هـ
735 هـ هي سنة في التقويم الهجري امتدت مقابلةً في التقويم الميلادي بين سنتي 1334 و1335.

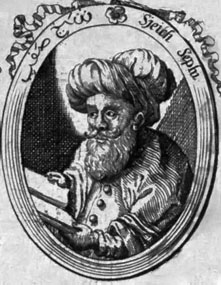
صفي الدين الأردبيلي

## مواليد
- حسن بن محمد بن قلاوون
- نور الدين الهيثمي

## وفيات
- صفي الدين الأردبيلي

- محمود بن علي بن محمد القاشاني